# Euseius errabundus
Euseius errabundus är en spindeldjursart som beskrevs av De Leon 1967. Euseius errabundus ingår i släktet Euseius och familjen Phytoseiidae. Inga underarter finns listade i Catalogue of Life.